# Lom Masty
Lom Masty je činný kamenolom, který se nachází kilometr východně od vsi Masty v okrese Rychnov nad Kněžnou. Vysoká pevnost a mimořádná odolnost zdejší horniny jsou předpokladem pro kvalitní drcené kamenivo pro silničářství.

## Popis
Lom byl založen roku 1902 zastupitelstvem tehdejšího opočenského okresu se záměrem rozvážet nadrcený štěrk na štěrkování okresních silnic. Z lomu byla tehdy zřízena silnice k Bílému Újezdu. Lámání kamene bylo zahájeno ve stráni pod bývalým Vitenčovým mlýnem, odkud se následně rozšířilo všemi směry.
Lom je rozdělen Zlatým potokem na dvě části. Východní ložisko je již prakticky vytěžené. Těžba se nyní ubírá severozápadním směrem. Odhadované zásoby kamene zajišťují při současném objemu těžby provoz na minimálně dalších 50 let.

## Hornina
Horninou je šedozelený metabazit, přesněji zoisit-amfibol-plagioklasová břidlice, která může místy obsahovat polohy jemně zrnitého epidotového amfibolitu.

## Flóra
Při floristickém průzkumu v roce 2019 bylo na území kamenolomu nalezeno celkem 128 taxonů vyšších cévnatých rostlin. Nachází se zde sedm ohrožených druhů dle Červeného seznamu cévnatých rostlin České republiky. Kromě silně ohrožené přesličky větevnaté jsou to ohrožené druhy zvonek širokolistý, šáchor hnědý a vrbovka malokvětá. K potenciálně ohroženým druhům patří udatna lesní, jestřábník skvrnitý a chlupáček klubkatý. V lokalitě se vyskytuje též regionálně významná vrbovka rozmarýnolistá. Při průzkumu bylo nalezeno šest invazivních druhů: javor jasanolistý, ovsík vyvýšený, turan roční, netýkavka žláznatá, netýkavka malokvětá a zlatobýl kanadský.

## Zajímavosti
Z okolí lomu pochází nejstarší doklady zdejšího osídlení. Jde o nálezy kamenných nástrojů z mladší doby kamenné. Přestože tehdejší zemědělci dávali přednost úrodnějšímu Polabí, v lokalitě lomu nalezli vhodnou surovinu pro své nástroje. Přímo z Mastů je doloženo 7 nálezů kamenných seker. Dle analogie z jiných lokalit lze usuzovat, že již tehdy se se zdejším kamenem čile obchodovalo.
Odtěžením svahu v místě levostranného bočního přítoku Zlatého potoka vznikl dnešní 9 m vysoký vodopád.
Při povodni roku 1998 strhla voda most v jižní části areálu a v údolí pod ním si vytvořila zcela nové koryto. V místě prostoru kanceláří byla hladina vody téměř 4 m nad terénem. Povodňová vlna poškodila tehdy již neobývaný Vitenčův mlýn v areálu lomu natolik, že musel být následně stržen.

## Fotogalerie

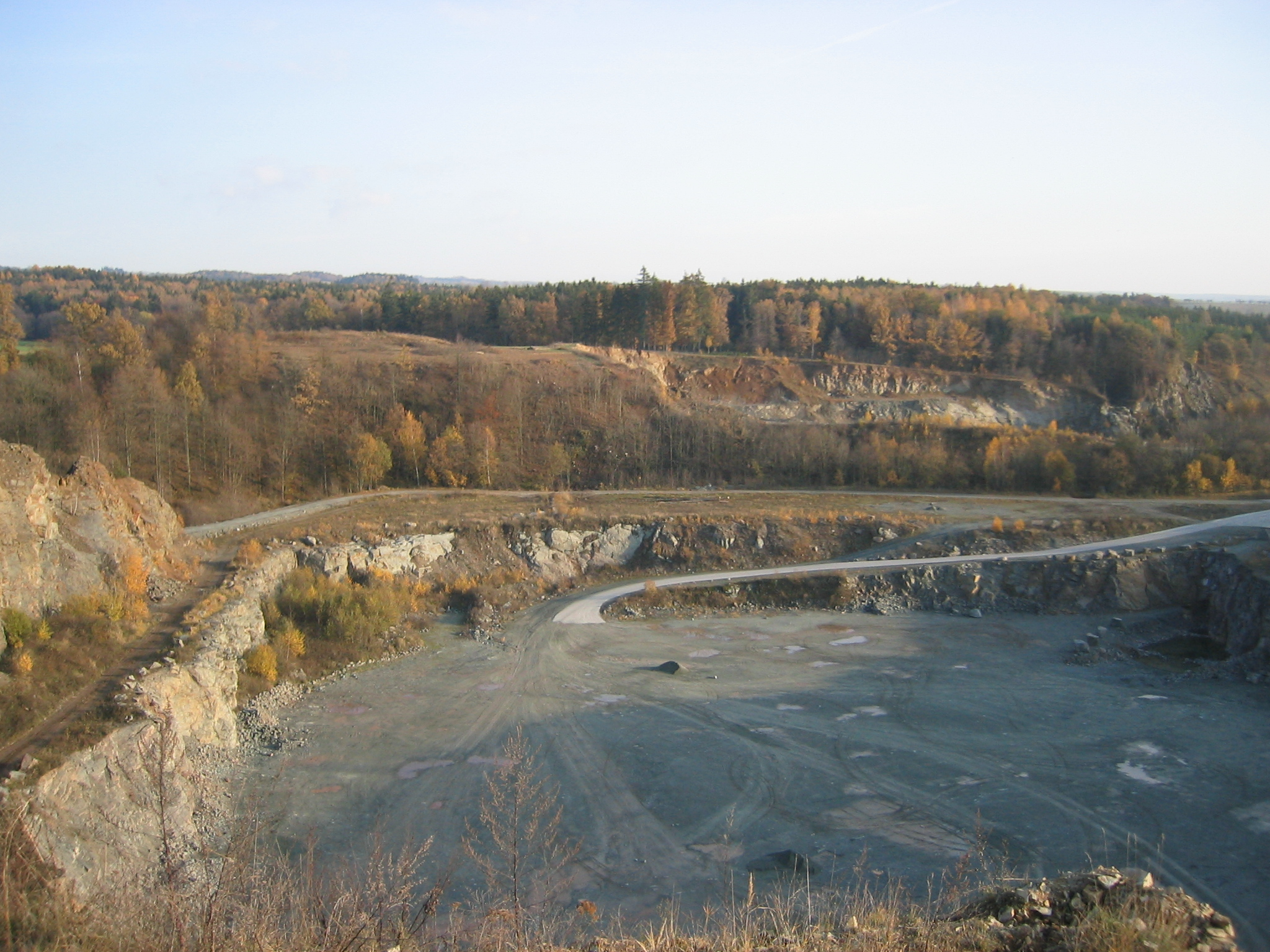
Celkový pohled
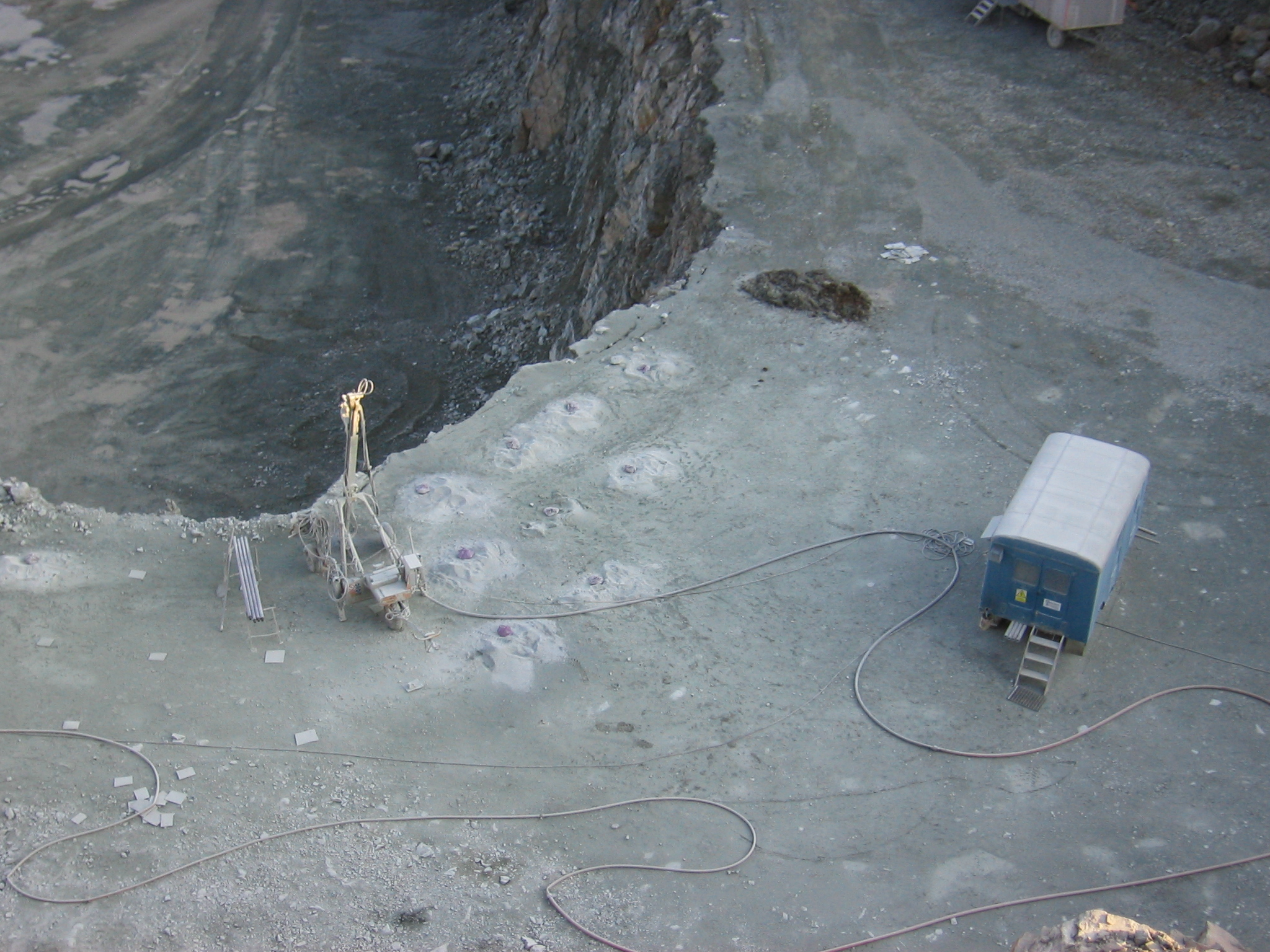
Příprava před odstřelem
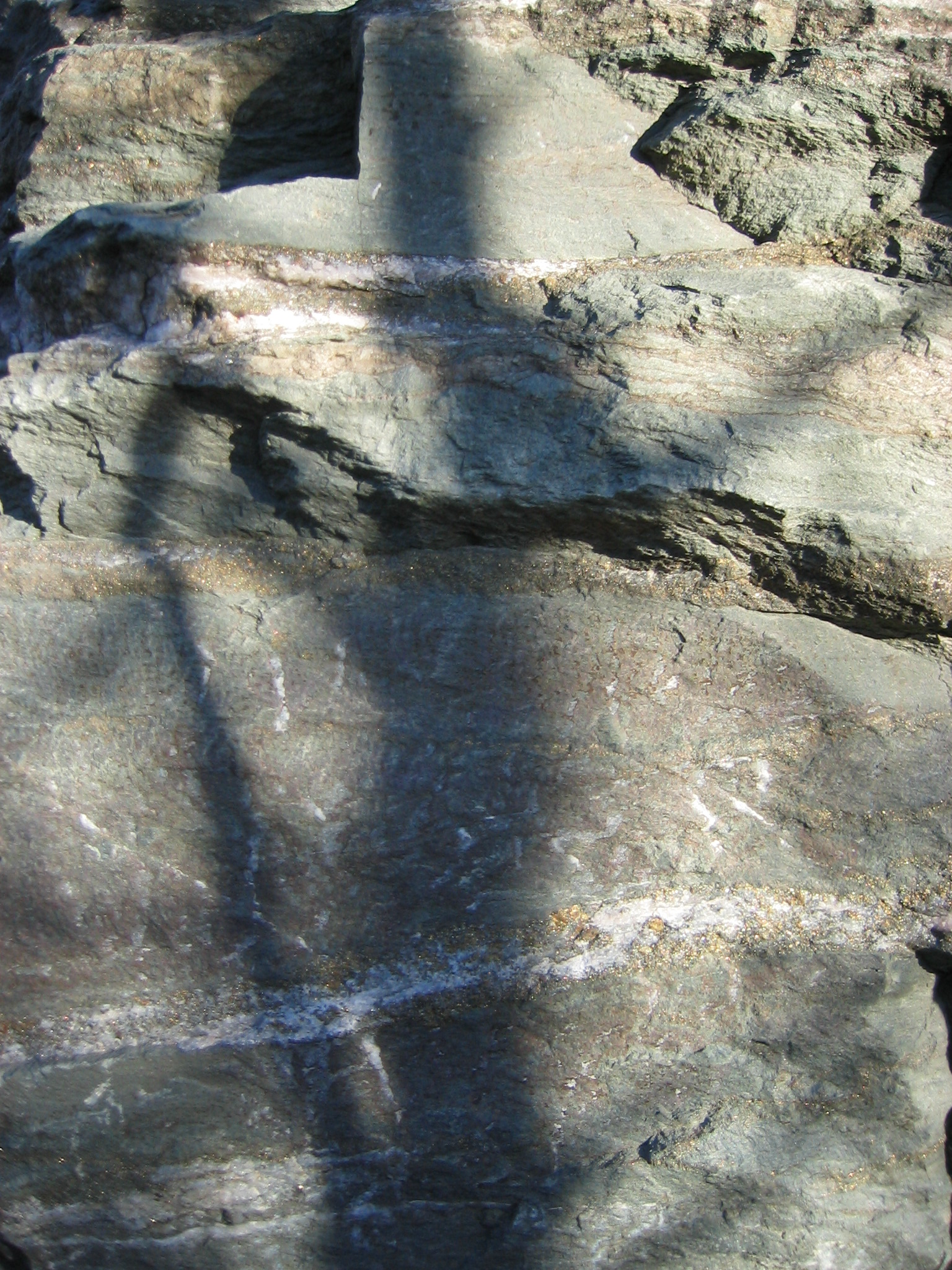
Detail horniny
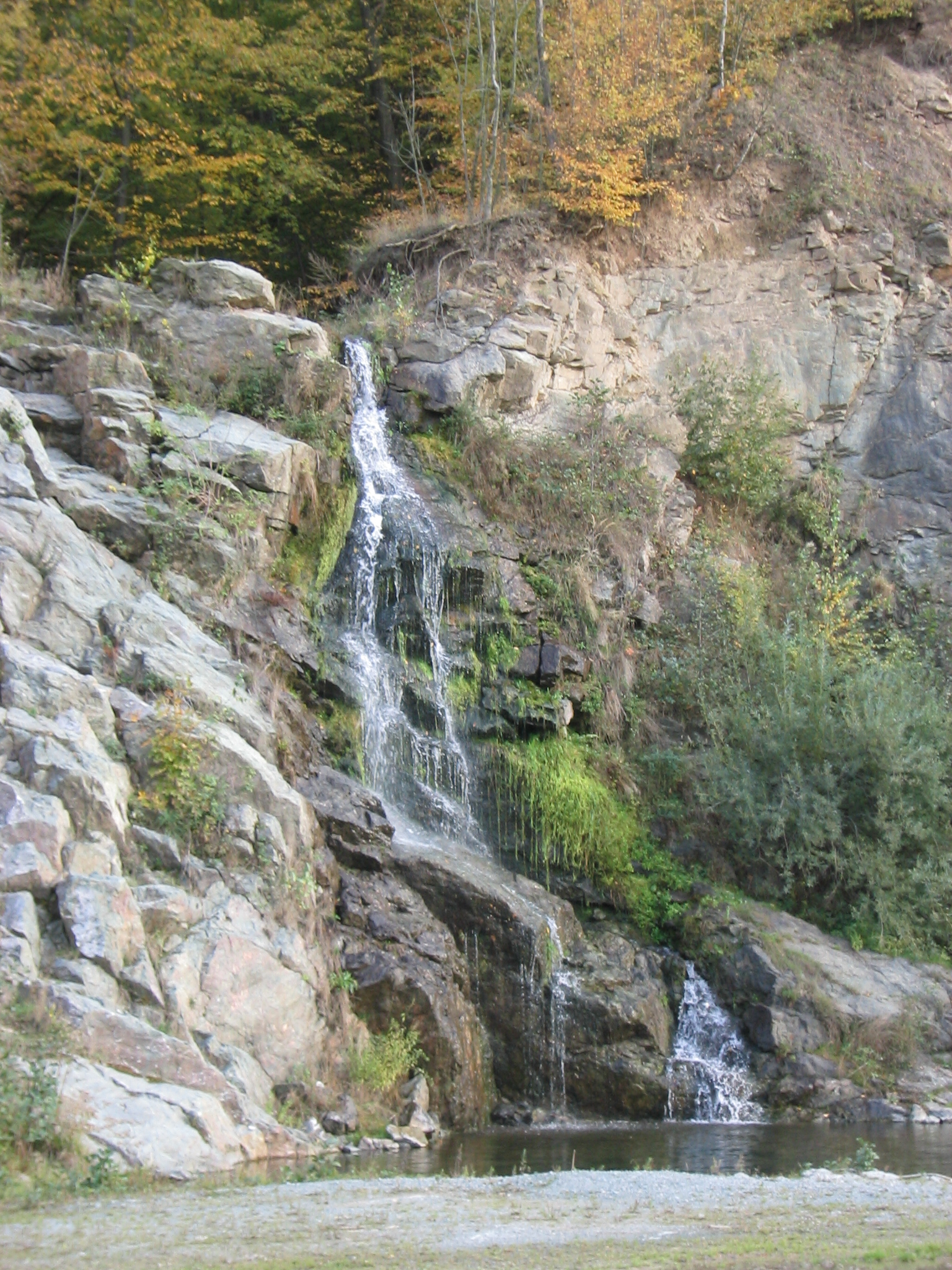
Vodopád v barvách podzimu
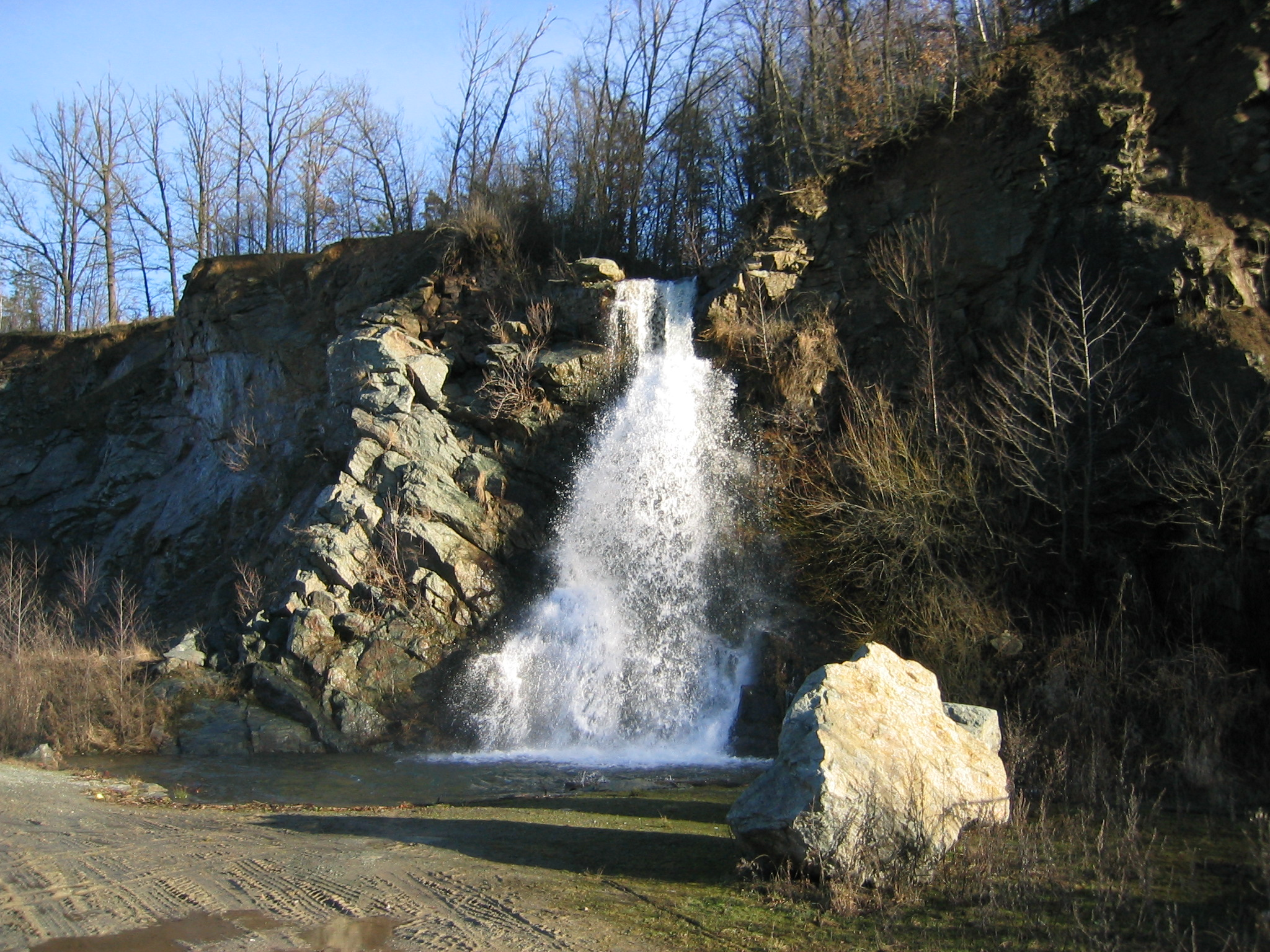
Vodopád po vydatném dešti
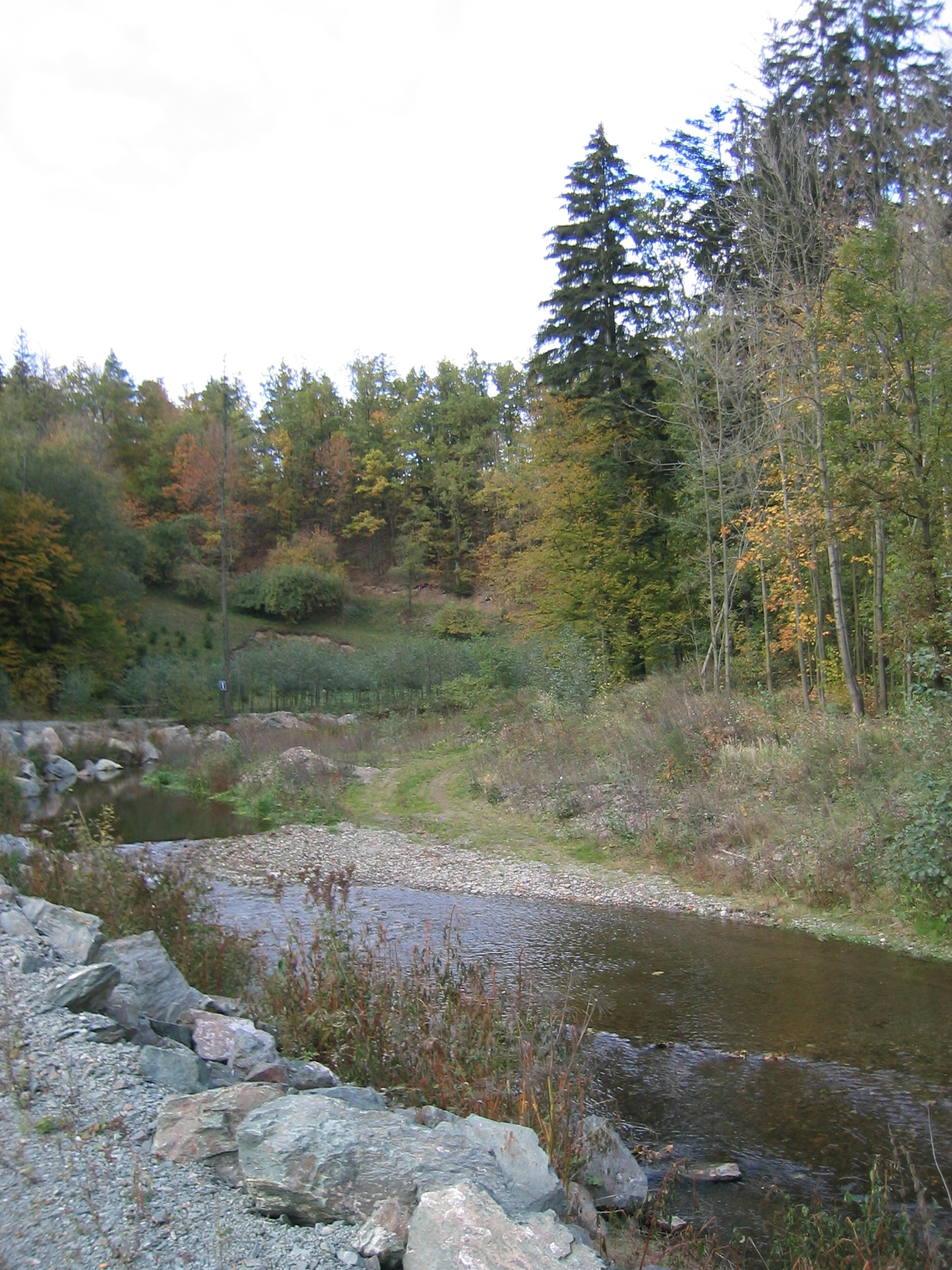
Standardní hladina Zlatého potoka
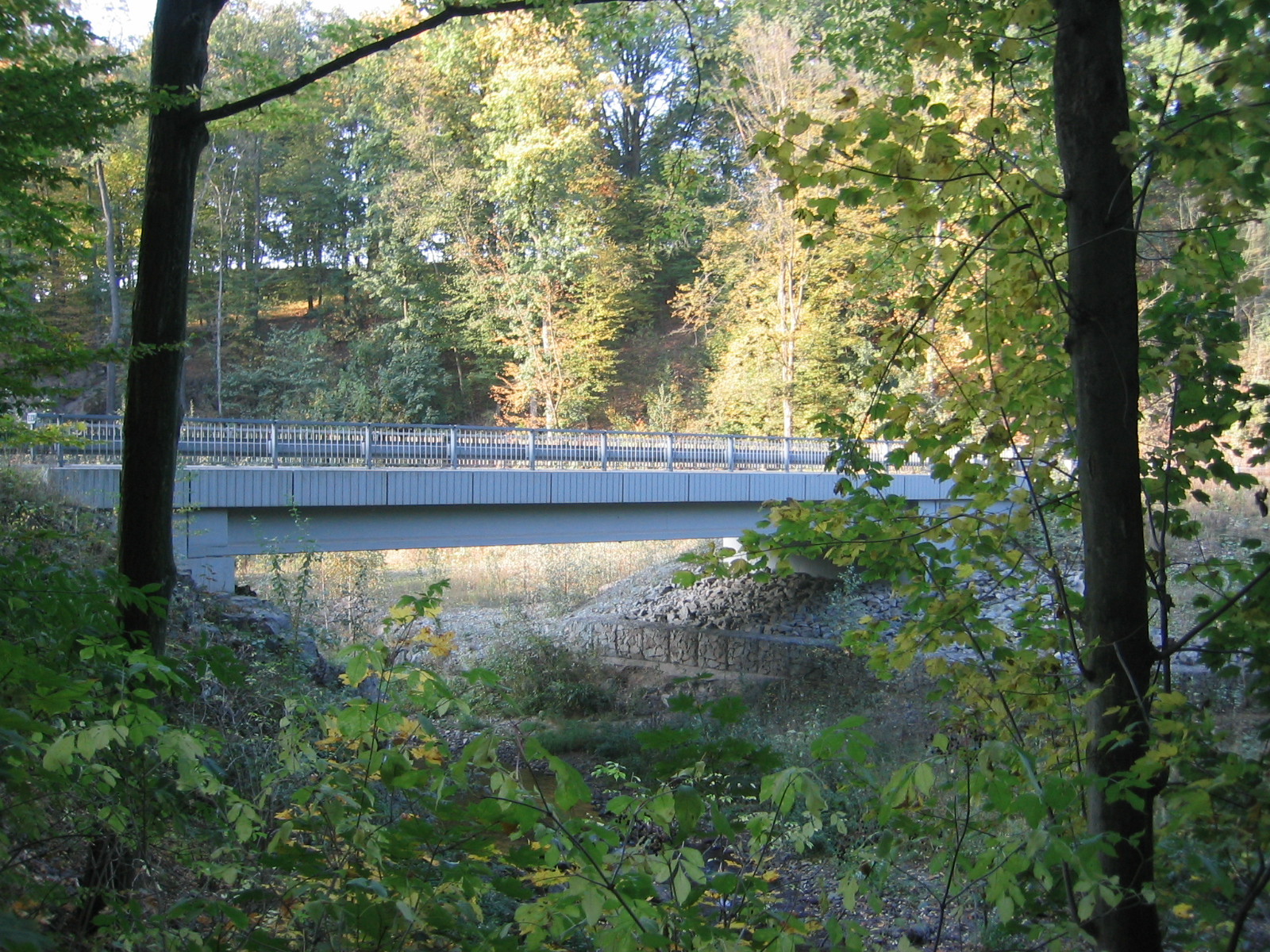
Obnovený most po povodni